# زمرة لورنتز

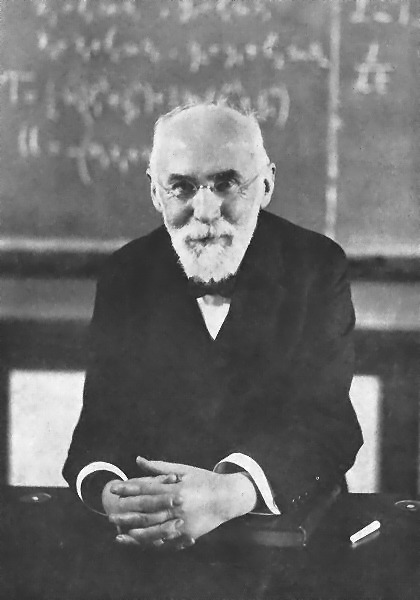
هندريك أنتون لورنتز (1853-1928)، وبعده تم تسمية زمرة لورنتز نسبة له.

في الفيزياء والرياضيات، زمرة لورنتز (بالإنجليزية: Lorentz group)‏ هي زمرة من جميع تحولات لورنتز لزمكان مينكوفسكي، والإعداد الكلاسيكي والكمي لجميع الظواهر الفيزيائية (غير الجاذبية). تم تسمية زمرة لورنتز نسبةً إلى الفيزيائي الهولندي هندريك لورنتز.
على سبيل المثال، تحترم القوانين والمعادلات والنظريات التالية تناظر لورنتز:
- القوانين الحركية للنسبية الخاصة
- معادلات ماكسويل الميدانية في نظرية الكهرومغناطيسية
- معادلة ديراك في نظرية الإلكترون
- النموذج القياسي لفيزياء الجسيمات

تعبر زمرة لورنتز عن التناظر الأساسي للفضاء والوقت لكل القوانين الأساسية للطبيعة المعروفة. في فيزياء النسبية العامة، في الحالات التي تنطوي على مناطق صغيرة بما فيه الكفاية من الزمكان حيث التباينات الجاذبية لا تذكر، والقوانين الفيزيائية هي لورنتز ثابتة بنفس الطريقة مثل الفيزياء النسبية الخاصة.

## الخصائص الأساسية
مجموعة لورنتز هي مجموعة فرعية من مجموعة بوانكاريه، وهي مجموعة من جميع أشكال القياس في زمكان مينكوفسكي. إن تحولات لورنتز تمتاز بأنها دقيقة، ومتساوية القياس بحيث تترك الأصل ثابتًا. وبالتالي فإن مجموعة لورنتز هي مجموعة فرعية الخواص من مجموعة القياس المتماثل لزمكان مينكوفسكي. لهذا السبب، تسمى مجموعة لورنتز أحيانًا باسم مجموعة لورنتز المتجانسة، بينما تسمى مجموعة بوينكار في بعض الأحيان باسم مجموعة لورنتز غير المتجانسة . تحولات لورنتز هي أمثلة للتحولات الخطية. التماثلات العامة للفضاء مينكوفسكي هي تحولات تآلفية. رياضيا، يمكن وصف مجموعة لورنتز على أنها المجموعة المتعامدة (O(1,3، مجموعة مصفوفة لاي التي تحافظ على الشكل التربيعي:
{\displaystyle (t,x,y,z)\mapsto t^{2}-x^{2}-y^{2}-z^{2}}

### المكونات المتصلة

مخروط الضوء في الفضاء 2D بالإضافة إلى البعد الزمني.

نظرًا لأنها تعتبر ضمن مجموعة لاي، فإن مجموعة لورنتز (O(1,3 هي مجموعة وتعترف بوصفًا طوبولوجيًا كمشعب سلس. باعتبارها متعددة، لديها أربعة مكونات متصلة. حدسي، وهذا يعني أنه يتكون من أربع قطع منفصلة طبولوجيا.
يمكن تصنيف المكونات الأربعة المتصلة بواسطة خواص تحول:
- يتم عكس بعض العناصر في ظل تحولات لورينتز المقلوبة للوقت، على سبيل المثال، سيتم عكس ناقل متجه نحو المستقبل يشير إلى متجه يشير الماضي
- بعض العناصر لها اتجاه عكسي من خلال تحويلات غير صحيحة لورنتز ، على سبيل المثال، بعض فيربيين (tetrads)

تسمى تحولات لورنتز التي تحافظ على اتجاه الزمن orthochronous. غالبًا ما يُشار إلى المجموعة الفرعية للتحولات المتعامدة (O+(1,3. وتسمى تلك التي تحافظ على الاتجاه بالشكل المناسب، وكتحولات خطية يكون لها محددات +1. (تحولات لورنتز غير الصحيحة لها محدد −1.) يُشار إلى المجموعة الفرعية من تحولات لورنتز الصحيحة بـ (SO(1,3.
يُطلق على المجموعة الفرعية لجميع تحولات لورنتز التي تحافظ على الاتجاه واتجاه الوقت، مجموعة لورنتز الصحيحة أو المتجانسة أو مجموعة لورنتز المقيدة، ويتم الإشارة إليها بواسطة (SO+(1,3. (لاحظ أن بعض المؤلفين يشيرون إلى (SO (1,3 أو حتى (O(1,3 عندما يعنيون فعليًا (SO+(1, 3.

## مجموعة لورنتز المقيدة
مجموعة لورنتز المقيدة هي مكون الهوية لمجموعة لورنتز، مما يعني أنها تتكون من جميع تحويلات لورنتز التي يمكن توصيلها بالهوية من خلال منحنى مستمر في المجموعة. مجموعة لورنتز المقيدة هي مجموعة فرعية عادية متصلة من مجموعة لورنتز كاملة بنفس البعد، وفي هذه الحالة ذات البعد السادس.
يتم إنشاء مجموعة لورنتز المقيدة من خلال الدورات المكانية العادية وتعزيزات لورنتز (والتي يمكن اعتبارها بمثابة دورات زائدية في طائرة تتضمن اتجاهًا يشبه الزمن). نظرًا لأن كل تحويل لورينتز صحيح ومتناسق يمكن كتابته كمنتج لدوران (محدد بواسطة 3 معلمات حقيقية) ودعامة (محددة أيضًا بـ 3 معلمات حقيقية)، يتطلب الأمر 6 معلمات حقيقية لتحديد تحويل لورنتز متعامد مناسب. هذه طريقة واحدة لفهم لماذا مجموعة لورنتز المقيدة ذات أبعاد ستة.

### العلاقة مع مجموعة موبيوس
مجموعة لورنتز المقيدة ة (SO+(1, 3 غير متجانسة بالنسبة للمجموعة الخطية الإسقاطية الخاصة (PSL(2,C والتي بدورها تكون متجانسة مع مجموعة موبيوس، مجموعة التناظر للهندسة المطابقة على كرة ريمان.
(استخدم روجر بنروز هذه الملاحظة كنقطة انطلاق لنظرية تويستور).

#### ظهور سماء الليل
هذا التماثل له نتيجة أن تحولات موبيوس في كرة ريمان تمثل الطريقة التي تغير بها تحولات لورينتز مظهر السماء الليلية، كما يراها المراقب الذي يناور بسرعات النسبية بالنسبة إلى «النجوم الثابتة».

## طوبولوجيا
المجموعات اليمنى واليسرى في الغطاء المزدوج :
(SU(2) → SO(3
هي انكماش تشويهي من المجموعات اليمنى واليسرى، على التوالي، في تغطية مزدوجة:
(SL(2،C) → SO+(1,3
لكن الفضاء المتجانس (SO+(1,3)/SO(3 هو تشابه الشكل البلوري hyperbolic 3-space H3، لذلك عرضنا مجموعة لورنتزالمقيدة كحزمة ليفية رئيسية مع ألياف (SO (3 وقاعدة H3.
يمكن إعطاء مجموعة من المكونات الأربعة المتصلة بنية مجموعة مثل المجموعة الحالية (O(1,3)/SO+(1,3، وهو شكل متماثل لـ كلاين أربع مجموعات. يمكن كتابة كل عنصر في (O(1,3 كجداء نصف مباشر لتحول مناسب متعامد وعنصر من عناصر المجموعة المنفصلة:
{1, P, T, PT}
حيث P و T هما انعكاس الفضاء وانعكاس الوقت:
(P = diag(1, −1, −1, −1
(T = diag(−1, 1, 1, 1
وبالتالي، يمكن تحديد تحول لورنتز التعسفي كتحول لورينتز مناسب متعامد إلى جانب اثنين آخرين من المعلومات، والتي تختار أحد المكونات الأربعة المتصلة. هذا النمط هو نموذج من مجموعات لاي محدودة الأبعاد.